# Alex Barros
Alexandre Abraão Coelho de Barro (São Paulo, Brasil, 18 de octubre de 1970), más conocido como Alex Barros, es un expiloto de motociclismo de velocidad brasileño que compitió en la categoría 500cc / MotoGP del Campeonato Mundial de Motociclismo desde 1990 hasta 2007. y Superbikes Resultó cuarto en las temporadas 1996, 2000, 2001, 2002 y 2004, acumulando siete victorias y 32 podios. Además, triunfó en las 8 Horas de Suzuka de 1999, y logró una victoria y el sexto puesto final en el Campeonato Mundial de Superbikes de 2006.

## Biografía
Alex Barros inició su aprendizaje compitiendo en scooters en su ciudad natal de São Paulo, y tras lograr los títulos brasileños de 125 y 250cc se trasladó a España en 1986 y debutó en el Campeonato del Mundo de 80cc con 15 años. En 1988 regresó a Brasil para correr el campeonato brasileño de 250cc, y luego volvió al Campeonato del Mundo la temporada siguiente.
En 1990, Barros debutó en la categoría reina de 500cc como piloto oficial de Cagiva, logrando su primer podio en Países Bajos 1992. En 1993 fichó por el equipo oficial Suzuki, logrando su primera victoria en la fecha final en el Jarama y finalizando sexto en la tabla de posiciones. En 1994 obtuvo un segundo puesto en Países Bajos y finalizó octavo en el campeonato.
Para la temporada 1995, Barros fichó por Kanemoto, equipo satélite de Honda, con el que finalizó séptimo en el campeonato. En 1996 siguió pilotando una Honda pero del equipo Pileri. Acumuló tres podios en Malasia, Indonesia y Países Bajos, acabando en la cuarta posición el campeonato.
Barros siguió pilotando una Honda satélite desde 1999 hasta 2002 pero en el equipo Pons. En su primer año finalizó segundo en Imola y terminó noveno en el campeonato. En 2000 triunfó en Países Bajos y Alemania, y finalizó segundo en su tierra natal, lo que le permitió alcanzar la cuarta colocación en la tabla general. En 2001 ganó en Mugello y arribó segundo en Valencia y Motegi, repitiendo la cuarta posición en el campeonato. En 2002 ganó en Motegi y Valencia, y obtuvo podios en Países Bajos, Gran Bretaña, Malasia y Australia, con lo que culminó la campaña cuarto por tercera vez consecutiva.
En 2003 Barros aceptó la oferta para correr con una Yamaha de Tech 3. Sin embargo, sufrió una lesión en el primer GP en Japón de la temporada, lo que truncó sus expectativas de esa campaña. Finalizó noveno en la tabla de posiciones, con un tercer  puesto en Le Mans como mejor resultado.
El equipo oficial Repsol Honda contrató a Barros en 2004 como compañero de equipo de Nicky Hayden, ocupando la plaza que dejó vacante Valentino Rossi. Logró cuatro podios, pero no logró repetir el rendimiento que en la recta final de 2002 le llevó a conseguir dos victorias en tres carreras.
En 2005 se unió de nuevo al equipo Honda Pons, formando equipo con Troy Bayliss. Realizó una campaña irregular pero logró un triunfo en Portugal. y un tercer puesto en Portugal, resultando octavo en el campeonato.
Barros se ausentó del MotoGP en 2006, para competir en el Campeonato Mundial de Superbikes con una Honda. Obtuvo una victoria y seis podios en 24 carreras, finalizando sexto en el clasificador general. En 2007 regresó al MotoGP para formar equipo con el alemán Alexander Hofmann en el nuevo proyecto del equipo Pramac, y por primera vez a los mandos de una Ducati Desmosedici. Se retiró como piloto profesional al finalizar la temporada, dejando una gran huella durante su carrera estos años al ser uno de los pilotos con mayor número de grandes premios disputados.
En la actualidad es director del equipo BMW Motorrad-Alex Barros, del Campeonato Brasileño de Superbikes. En 2016 participó en la última ronda del Campeonato, acabando segundo en la primera manga y ganar de forma holgada en la segunda manga.

## Resultados

### Campeonato del Mundo de Motociclismo

#### Por categoría
| Categ. | Temporadas        | Primer GP         | Primer Podio      | Primera Victoria  | Carreras | Victorias | Podios | Poles | V. Ráp. | Puntos |
| ------ | ----------------- | ----------------- | ----------------- | ----------------- | -------- | --------- | ------ | ----- | ------- | ------ |
| 80cc   | 1986 - 1987       | GP España 1986    | -                 | -                 | 17       | 0         | 0      | 0     | 0       | 14     |
| 250cc  | 1988 - 1989       | GP Brasil 1988    | -                 | -                 | 14       | 0         | 0      | 0     | 0       | 30     |
| 500cc  | 1990 - 2001       | GP Japón 1990     | GP Assen 1992     | GP FIM 1993       | 163      | 4         | 18     | 3     | 5       | 1347   |
| MotoGP | 2002-2005, 2007   | GP Japón 2002     | GP Assen 2002     | GP Pacífico 2002  | 82       | 3         | 14     | 2     | 6       | 732    |
| TOTAL  | 1986 - 2005, 2007 | 1986 - 2005, 2007 | 1986 - 2005, 2007 | 1986 - 2005, 2007 | 276      | 7         | 32     | 5     | 11      | 2123   |

#### Por temporada
| Temporada | Categoría         | Equipo                  | Moto                   | Carreras | Victorias | Podios | Poles | V. Ráp. | Puntos | Posición |
| --------- | ----------------- | ----------------------- | ---------------------- | -------- | --------- | ------ | ----- | ------- | ------ | -------- |
| 1986      | 80cc              | Motosport-Arbizu        | Rieju 80cc             | 6        | 0         | 0      | 0     | 0       | 6      | 16.º     |
| 1986      | 80cc              | Motosport-Arbizu        | Autisa                 | 2        | 0         | 0      | 0     | 0       | 6      | 16.º     |
| 1987      | 80cc              | Motosport-Arbizu        | Casal                  | 7        | 0         | 0      | 0     | 0       | 8      | 17.º     |
| 1987      | 80cc              | Motosport-Arbizu        | Arbizu                 | 2        | 0         | 0      | 0     | 0       | 8      | 17.º     |
| 1988      | 250cc             | Venemotos-Yamaha        | Yamaha TZ250           | 1        | 0         | 0      | 0     | 0       | 0      | -        |
| 1989      | 250cc             | Venemotos-Yamaha        | Yamaha TZ250           | 13       | 0         | 0      | 0     | 0       | 30     | 18.º     |
| 1990      | 500cc             | Cagiva                  | Cagiva GP500           | 14       | 0         | 0      | 0     | 0       | 57     | 12.º     |
| 1991      | 500cc             | Cagiva                  | Cagiva GP500           | 5        | 0         | 0      | 0     | 0       | 46     | 13.º     |
| 1992      | 500cc             | Marlboro-Cagiva         | Cagiva GP500           | 11       | 0         | 1      | 0     | 1       | 29     | 13.º     |
| 1993      | 500cc             | Lucky Strike-Suzuki     | Suzuki RGV500          | 14       | 1         | 2      | 0     | 2       | 125    | 6.º      |
| 1994      | 500cc             | Lucky Strike-Suzuki     | Suzuki RGV500          | 14       | 0         | 1      | 0     | 0       | 134    | 8.º      |
| 1995      | 500cc             | Kanemoto-Honda          | Honda NSR500           | 13       | 0         | 0      | 0     | 0       | 104    | 7.º      |
| 1996      | 500cc             | Team Pileri-Honda       | Honda NSR500           | 15       | 0         | 3      | 0     | 0       | 158    | 4.º      |
| 1997      | 500cc             | Gresini-Honda           | Honda NSR500V          | 15       | 0         | 1      | 0     | 0       | 101    | 9.º      |
| 1998      | 500cc             | Gresini-Honda           | Honda NSR500           | 14       | 0         | 2      | 0     | 2       | 138    | 5.º      |
| 1999      | 500cc             | MoviStar-Honda Pons     | Honda NSR500           | 16       | 0         | 1      | 0     | 2       | 110    | 9.º      |
| 2000      | 500cc             | Emerson-Honda Pons      | Honda NSR500           | 16       | 2         | 3      | 3     | 1       | 163    | 4.º      |
| 2001      | 500cc             | West-Honda Pons         | Honda NSR500           | 16       | 1         | 4      | 0     | 0       | 182    | 4.º      |
| 2002      | MotoGP            | West-Honda Pons         | Honda NSR500           | 12       | 0         | 2      | 0     | 0       | 204    | 4.º      |
| 2002      | MotoGP            | West-Honda Pons         | Honda RC211V           | 4        | 2         | 4      | 1     | 2       | 204    | 4.º      |
| 2003      | MotoGP            | Gauloises-Yamaha Tech 3 | Yamaha YZR-M1          | 15       | 0         | 1      | 0     | 0       | 101    | 9.º      |
| 2004      | MotoGP            | Repsol Honda Team       | Honda RC211V           | 16       | 0         | 4      | 0     | 2       | 165    | 4.º      |
| 2005      | MotoGP            | Camel-Honda Pons        | Honda RC211V           | 17       | 1         | 2      | 1     | 2       | 147    | 8.º      |
| 2007      | MotoGP            | Pramac d'Antin Ducati   | Ducati Desmosedici GP7 | 17       | 0         | 1      | 0     | 0       | 115    | 10.º     |
| TOTAL     | 1986 - 2005, 2007 | 1986 - 2005, 2007       | 1986 - 2005, 2007      | 276      | 7         | 32     | 5     | 11      | 2123   |          |

#### Carreras por año
(Carreras en negrita indica pole position, carreras en cursiva Vuelta rápida)
| Año  | Categ. | Equipo                 | Moto    | 1      | 2      | 3      | 4      | 5      | 6      | 7      | 8       | 9      | 10     | 11     | 12     | 13     | 14     | 15     | 16    | 17     | 18    | Ptos. | Pos. |
| ---- | ------ | ---------------------- | ------- | ------ | ------ | ------ | ------ | ------ | ------ | ------ | ------- | ------ | ------ | ------ | ------ | ------ | ------ | ------ | ----- | ------ | ----- | ----- | ---- |
| 1986 | 80cc   | Motosport-Arbizu       | Rieju   | ESP NC | NAC NC | ALE 11 | AUT 23 | YUG NC | NED NC |        |         |        |        |        |        |        |        |        |       |        |       | 6     | 16.º |
| 1986 | 80cc   | Motosport-Arbizu       | Autisa  |        |        |        |        |        |        | GBR 8  | SUE -   | RSM 8  | BWU -  |        |        |        |        |        |       |        |       | 6     | 16.º |
| 1987 | 80cc   | Motosport-Arbizu       | Casal   | ESP NC | ALE 11 | NAC NC | AUT 8  | YUG 10 | NED 22 | GBR -  | CHE NC  |        |        |        |        |        |        |        |       |        |       | 8     | 17.º |
| 1987 | 80cc   | Motosport-Arbizu       | Arbizu  |        |        |        |        |        |        |        |         | RSM 7  | POR NC |        |        |        |        |        |       |        |       | 8     | 17.º |
| 1988 | 250cc  | Venemotos-Yamaha       | TZ250   | JAP -  | USA -  | ESP -  | EXP -  | NAC -  | ALE -  | AUT -  | NED -   | BEL -  | YUG -  | FRA -  | GBR -  | SUE -  | CZE -  | BRA NC |       |        |       | 0     | -    |
| 1989 | 250cc  | Venemotos-Yamaha       | TZ250   | JAP NC | AUS 10 | USA 16 | ESP -  | NAC 15 | ALE -  | AUT 19 | YUG 15  | NED NC | BEL NC | FRA NC | GBR 13 | SUE 9  | CHE 10 | BRA 10 |       |        |       | 30    | 18.º |
| 1990 | 500cc  | Cagiva                 | GP500   | JAP NC | USA 8  | ESP NC | NAC NC | ALE 8  | AUT 11 | YUG NC | NED 10  | BEL 5  | FRA NC | GBR 11 | SUE 9  | CHE NC | HUN 9  | AUS -  |       |        |       | 57    | 12.º |
| 1991 | 500cc  | Cagiva                 | GP500   | JAP 10 | AUS 8  | USA 6  | ESP -  | ITA 4  | ALE -  | AUT -  | EUR -   | NED 7  | FRA -  | GBR -  | RSM -  | CHE -  | LMA -  | MAL -  |       |        |       | 46    | 13.º |
| 1992 | 500cc  | Marlboro-Cagiva        | GP500   | JAP 11 | AUS 12 | MAL NC | ESP 12 | ITA 5  | EUR 11 | ALE 7  | NED 3   | HUN 9  | FRA -  | GBR -  | BRA 8  | RSA NC |        |        |       |        |       | 29    | 13.º |
| 1993 | 500cc  | Lucky Strike-Suzuki    | RGV500  | AUS 5  | MAL 7  | JAP 6  | ESP NC | AUT 4  | ALE NC | NED NC | EUR 5   | RSM 7  | GBR NC | CZE 10 | ITA 5  | USA 2  | FIM 1  |        |       |        |       | 125   | 6.º  |
| 1994 | 500cc  | Lucky Strike-Suzuki    | RGV500  | AUS 8  | MAL 7  | JAP 5  | ESP 4  | AUT 7  | ALE 5  | NED 2  | ITA 7   | FRA 6  | GBR NC | CZE 8  | USA 8  | ARG 8  | EUR 6  |        |       |        |       | 134   | 8.º  |
| 1995 | 500cc  | Kanemoto-Honda         | NSR500  | AUS 6  | MAL 6  | JAP NC | ESP 5  | ALE 7  | ITA 7  | NED 5  | FRA 5   | GBR NC | CZE 9  | RIO 8  | ARG 8  | EUR 6  |        |        |       |        |       | 104   | 7.º  |
| 1996 | 500cc  | Pileri-Honda           | NSR500  | MAL 2  | IDN 2  | JAP NC | ESP 8  | ITA 6  | FRA 7  | NED 3  | ALE 8   | GBR 7  | AUT 5  | CZE 9  | IMO 8  | CAT 8  | RIO 5  | AUS 4  |       |        |       | 158   | 4.º  |
| 1997 | 500cc  | Gresini-Honda          | NSR500V | MAL 11 | JAP 10 | ESP 8  | ITA 6  | AUT 13 | FRA 6  | NED 6  | IMO 9   | ALE 6  | RIO NC | GBR 3  | CZE 8  | CAT NC | IDN NC | AUS 8  |       |        |       | 101   | 9.º  |
| 1998 | 500cc  | Gresini-Honda          | NSR500  | JAP 7  | MAL NC | ESP 5  | ITA 9  | FRA NC | MAD 9  | NED 4  | GBR 5   | ALE 4  | CZE 3  | IMO 4  | CAT 7  | AUS 4  | ARG 3  |        |       |        |       | 138   | 5.º  |
| 1999 | 500cc  | MoviStar-Pons Honda    | NSR500  | MAL 6  | JAP 8  | ESP NC | FRA 10 | ITA NC | CAT NC | NED 10 | GBR 5   | ALE 8  | CZE 7  | IMO 2  | VAL 10 | AUS NC | RSA 11 | RIO 4  | ARG 8 |        |       | 110   | 9.º  |
| 2000 | 500cc  | Emerson-Pons Honda     | NSR500  | RSA 4  | MAL 8  | JAP 7  | ESP 5  | FRA 5  | ITA NC | CAT NC | NED 1   | GBR 14 | ALE 1  | CZE NC | POR 10 | VAL 5  | RIO 2  | PAC 7  | AUS 4 |        |       | 163   | 4.º  |
| 2001 | 500cc  | West-Pons Honda        | NSR500  | JAP 6  | RSA 9  | ESP 6  | FRA 8  | ITA 1  | CAT NC | NED 4  | GBR 3   | ALE 5  | CZE 9  | POR NC | VAL 2  | PAC 2  | AUS 4  | MAL 7  | RIO 4 |        |       | 182   | 4.º  |
| 2002 | MotoGP | West-Pons Honda        | NSR500  | JAP 6  | RSA NC | ESP 5  | FRA 8  | ITA 5  | CAT 5  | NED 2  | GBR 3   | ALE NC | CZE 9  | POR 5  | RIO 4  |        |        |        |       |        |       | 204   | 4.º  |
| 2002 | MotoGP | West-Pons Honda        | RC211V  |        |        |        |        |        |        |        |         |        |        |        |        | PAC 1  | MAL 3  | AUS 2  | VAL 1 |        |       | 204   | 4.º  |
| 2003 | MotoGP | Gauloises-Yamaha Tech3 | YZR-M1  | JAP 8  | RSA 5  | ESP 5  | FRA 3  | ITA NC | CAT 8  | NED 8  | GBR Les | ALE NC | CZE 7  | POR 11 | RIO 12 | PAC 6  | MAL 15 | AUS NC | VAL 6 |        |       | 101   | 9.º  |
| 2004 | MotoGP | Repsol Honda Team      | RC211V  | RSA 4  | ESP 3  | FRA 7  | ITA 6  | CAT NC | NED NC | RIO 5  | ALE 2   | GBR 9  | CZE NC | POR 3  | JAP 4  | QAT 4  | MAL 3  | AUS 5  | VAL 6 |        |       | 165   | 4.º  |
| 2005 | MotoGP | Camel-Pons Honda       | RC211V  | ESP 4  | POR 1  | CHN 11 | FRA NC | ITA 7  | CAT 4  | NED 7  | USA NC  | GBR 3  | ALE 5  | CZE 4  | JAP NC | MAL 8  | QAT 9  | AUS NC | TUR 9 | VAL 5  |       | 147   | 8.º  |
| 2007 | MotoGP | Pramac d'Antin Ducati  | GP7     | QAT 9  | ESP 11 | TUR 4  | CHN 14 | FRA NC | ITA 3  | CAT 8  | GBR 7   | NED 7  | ALE NC | USA 9  | CZE 9  | RSM NC | POR NC | JAP 8  | AUS 5 | MAL 12 | VAL 7 | 115   | 10.º |

### Campeonato Mundial de Superbikes

#### Carreras por año
| Año  | Moto            | 1     | 1     | 2     | 2     | 3      | 3      | 4     | 4     | 5     | 5     | 6     | 6     | 7       | 7      | 8     | 8     | 9       | 9     | 10    | 10      | 11    | 11    | 12    | 12     | Ptos. | Pos. |
| Año  | Moto            | R1    | R2    | R1    | R2    | R1     | R2     | R1    | R2    | R1    | R2    | R1    | R2    | R1      | R2     | R1    | R2    | R1      | R2    | R1    | R2      | R1    | R2    | R1    | R2     | Ptos. | Pos. |
| ---- | --------------- | ----- | ----- | ----- | ----- | ------ | ------ | ----- | ----- | ----- | ----- | ----- | ----- | ------- | ------ | ----- | ----- | ------- | ----- | ----- | ------- | ----- | ----- | ----- | ------ | ----- | ---- |
| 2006 | Honda CBR1000RR | QAT 6 | QAT 7 | AUS 2 | AUS 3 | ESP 11 | ESP 14 | ITA 2 | ITA 4 | EUR 9 | EUR 5 | RSM 4 | RSM 2 | CZE Ret | CZE 11 | GBR 8 | GBR 9 | NED Ret | NED 7 | ALE 5 | ALE Ret | IMO 1 | IMO 2 | FRA 7 | FRA 10 | 246   | 6.º  |

## Galería de imágenes
|                                             |
| Honda NSR500 de Barros del equipo West-Pons |

|                                               |
| Barros con la RC211V del Repsol Honda en 2004 |

|                         |
| Barros y Hayden en 2005 |

- Datos: Q381813
- Multimedia: Alex Barros / Q381813